# 아메리카 연합국
아메리카 연합국(영어: Confederate States of America, CSA, 미연합국) 또는 남부연합(Southern Confederacy)은 1861년 2월 8일에 미국 남부의 7개 노예주 중 6개 주가 연방 탈퇴를 선언하고 수립하여, 1865년 5월 5일 패전 및 항복한 정부였다. 남부연합은 공식적으로 연방 탈퇴를 선언한 11개 주와 선언 여부가 확실치 않은 2개 주, 그리고 준주 하나를 구성국가로 인지하였다. 남부 분리주의자들은 미국 헌법이 각 주가 협의 없이 폐기할 수 있는 협정일 뿐이라고 주장했다. 아메리카 합중국(북부연방)은 연방 탈퇴를 거부하고 이것을 반역으로 간주하였다. 1861년, 남부연합측이 영유권을 주장한 연방측 요새, 섬터 요새를 남군이 공격함으로써 남북 전쟁의 막이 올랐다. 주로 동맹 영토에서 벌어진 격렬한 싸움 끝에, 1865년에 남군은 패배하고 남부연합 정부는 붕괴하였다. 남부연합을 독립국가로 승인해 준 외국은 한 곳도 없었으나, 일부는 교전집단 상태로는 인정하였다. 프랑스와 영국은 남부연합에 대해 호의적인 편이었으나 국제적 승인이나 지원은 일체 하지 않았다.
아메리카 연합국 헌법에 조인한 주는 사우스캐롤라이나, 미시시피, 플로리다, 앨라배마, 조지아, 루이지애나, 텍사스의 7개 주였다. 이들 7개 주는 1861년에 앨라배마주 몽고메리 시에서 "영구적 연방 정부(Permanent federal government)"를 수립하였다. 아메리카 합중국 대통령 에이브러햄 링컨이 섬터 요새를 비롯한 상실한 남부 영토를 탈환하기 위하여 각 주에 군대 징병을 요구하자 노예제를 유지하고 있던 버지니아, 아칸소, 테네시, 노스캐롤라이나의 4개 주가 마저 연방을 탈퇴하여 맹방에 가입하였다. 미주리와 켄터키는 노예주들을 지지하는 당파가 세력을 잡았다. 동맹을 지지한 또다른 세력으로는 "문명화된 다섯 부족" 중 두 부족과 애리조나 준주가 있었다. 메릴랜드의 연방 탈퇴 시도는 '계엄령'에 의해 진압되었고, 델라웨어는 양 세력으로 나뉘긴 했지만 탈퇴를 시도하지는 않았다. 버지니아 서부에서는 북부연방측 정부가 수립되어 새로이 웨스트버지니아 주를 선포했으며, 1863년 6월 20일에 연방은 웨스트버지니아를 주로서 인정한다. 남부에서 전쟁을 위해 동원된 자들은 거의 완전히 백인 남성들로만 이루어져 있었는데, 리치먼드의 남부맹방 정부는 인력 조정과 관련된 문제로 인하여 구성 주들과의 관계가 순탄치 않았다.
내전 와중 북부연방군 측의 성공적인 육상 전역 수행과 남부로 향하는 수로 통제, 남부 해안의 봉쇄 등으로 인해, 남부맹방이 영유권을 주장한 영토와 인구 중 실제로 통제력을 행사한 것은 73%에서 34%까지 꾸준히 줄어들었다. 이로 인하여 남부맹방은 인력, 군수품, 재정 모든 면에서 극복할 수 없는 약점을 가지게 되었다. 반복되는 군사적 반전, 경제적 고난, 정부가 독재를 한다는 주장으로 인해 남부맹방 대통령 제퍼슨 데이비스의 행정에 대한 대중의 지지는 날로 황폐해졌다. 북부연방군이 전역을 개시하고 4년 뒤, 리치먼드는 1865년 4월에 함락되었고, 곧이어 남부맹방군 장군 로버트 리가 북부연방군 장군 율리시스 그랜트에게 항복함으로써 남부맹방은 실질적으로 붕괴하였다. 대통령 제퍼슨 데이비스는 1865년 5월 10일에 조지아주 어윈빌에서 체포되었다. 4년 뒤, 아메리카 합중국 대법원은 텍사스 대 화이트 판결에서 연방 탈퇴는 불법이었으며 남부맹방은 합법적으로 존재한 적이 없었다고 판시하였다.

## 역사
남북 대립의 와중에서 1860년 미국 대통령 선거에서 노예 제도에 반대해 온 공화당의 에이브러햄 링컨이 대통령에 당선되자, 사우스캐롤라이나주를 비롯해 미시시피주, 플로리다주, 앨라배마주, 조지아주, 루이지애나주, 텍사스주 등의 7개 주가 연방에서 탈퇴하고, 1861년 2월 4일부터 앨라배마주의 몽고메리에서 회의를 열고 이른바 '남부연맹'을 결성했다. 이 연합의 헌법은 노예 무역은 금지하지만 노예 제도는 인정하고 보호 관세를 금지하는 등의 특징을 제외하고는 대체로 아메리카 합중국 헌법과 유사했다.
아메리카 연합국의 정·부통령에는 제퍼슨 데이비스와 알렉산더 스티븐스가 선출되었고, 4월에 남북 전쟁이 시작되자 버지니아주, 아칸소주, 노스캐롤라이나주, 테네시주 등 4개 주가 아메리카 연합국에 추가로 가입했다. 그러나 아메리카 연합국은 4년에 걸친 전쟁 끝에 항복, 연방을 탈퇴했던 11개 주는 얼마 후 연방 의회의 공화당 급진파가 시행한 전후 재건 정책 하에서 연방에 복귀했다. 이 남부독립이라는 꿈의 실패를 남부인들은 '상실된 대의(Lost Cause)'라고 부른다.

## 국시와 국가
국시는 "신을 위한 옹호자로서(라틴어: Deo Vindice, 영어: With God As Our Vindicator)"였다.
국가는 주여, 남부를 지켜 주소서였고, 민간과 군대에서 자주 불린 노래는 딕시 송, 더 보니 블루 플래그였다.

## 대외관계
영국과 긴밀한 관계에 있었으나 남북 전쟁 때 전혀 도움을 받지 못했다. 프랑스 또한 마찬가지였다.

## 국기

연합국의 국기
제1대 국기 [7, 9, 11, 13별[10]] "성강기"
제2대 국기 [리치먼드 국회의사당[11]] "결백기"
제3대 국기 [거의 게양하지 않음[12]] "혈조기"
CSA 해군 잭 1863년 ~ 65년
전쟁기
"남부십자"[13]

이것은 남부연합 전쟁기이나 패턴은 남부연합기라고 가장 흔히 생각되는 패턴이다. 남부연합군에서 사용하는 여러 패턴 중 하나이다. 이 디자인의 변형은 북버지니아와 테네시군의 전쟁기로 사용되었고, 남부연합의 해군 잭으로 사용되었다.

미국 남부연합의 첫 공식 깃발인 "성강기"는 원래 7개의 별이 있었는데, 이는 남부연합을 처음 형성한 최초의 7개 주를 나타낸다. 더 많은 주가 가입함에 따라 별이 더 추가되어 총 13개가 되었다(분할된 켄터키주와 미주리주에는 별 2개가 추가되었다). 제1차 불런 전투(제1차 마나사스)에서는 때때로 별과 별을 연합기과 구별하기가 어려운 것으로 판명되었다. 상황을 바로잡기 위해 야전에서 군대가 사용할 수 있도록 별도의 "전쟁기"를 설계했다. "남십자가"라고도 알려진 많은 변형이 원래의 정사각형 구성에서 비롯되었다.
남부연합 정부에 의해 공식적으로 채택된 적은 없지만, 1863년 새로운 국기가 채택되었을 때 군인과 민간인 모두에게 남부십자가 인기를 끈 것이 주요 색상 특징이 된 주요 이유였다. "결백기"로 알려진 이 새로운 표준은 전쟁기 칸톤이 있는 길어진 백색 들판 지역으로 구성되었다. 이 깃발도 바람이 없는 날에는 쉽게 휴전이나 항복의 깃발로 오인될 수 있기 때문에 군사 작전에 사용될 때 문제가 있었다. 그리하여 1865년에는 결백기의 변형판이 채택되었다. 남부연합의 이 마지막 국기는 전쟁기 칸톤을 유지하되, 흰 들판을 짧게 하고 플라이 엔드에 수직 빨간 막대를 추가했다.
20세기와 대중 매체에 묘사되어 있기 때문에 많은 사람들이 검푸른 막대가 있는 직사각형 전투기를 "남부기"의 대명사로 생각하지만, 이 국기는 결코 남부연합기로 채택되지 않았다.
"남부기"는 가장 일반적인 전쟁기 디자인과 유사한 색상 배색을 가지고 있지만 사각형이 아니라 직사각형이다. "남부연합기"는 오늘날 미국 남부의 매우 인지도 있는 상징이며 여전히 논란의 여지가 있는 문장이다.

## 같이 보기
- 북군
- 연방 (남북 전쟁)

## 참고 문헌
- Bowman, John S. (ed), The Civil War Almanac, New York: Bison Books, 1983
- Eicher, John H., & Eicher, David J., Civil War High Commands, Stanford University Press, 2001, ISBN 0-8047-3641-3
- Martis, Kenneth C. The Historical Atlas of the Congresses of the Confederate States of America 1861–1865 (1994) ISBN 0-13-389115-1